# باغ عباس‌آباد
مجموعه تاریخی عباس‌آباد از آثار تاریخی استان مازندران در ایران است. مجموعه باغ‌های عباس‌آباد در ۹ کیلومتری شهرستان بهشهر و در دامنه رشته کوه‌های البرز و در میان جنگل‌های انبوه قرار گرفته و از جمله مهم‌ترین و بزرگ‌ترین باغ‌های تاریخی ایران است که به عنوان یکی از باغ‌های ایرانی در میراث جهانی یونسکو ثبت شده‌است.
این مجموعه شامل سد عباس‌آباد، مخزن و دریاچه سد، گل‌باغ، کاخ، گرمابه، آسیاب آبی و دو برج آجری می‌شود. این مجموعه به‌دستور شاه عباس بزرگ در سال‌های ۱۰۲۰ و ۱۰۲۱ ه‍.ق در بخشی که پیشتر خرگوران نام داشت ساخته شده‌است و هم‌اکنون مهم‌ترین باغ ناکویری ایران به‌شمار می‌آید. گسترهٔ آن نزدیک به ۶۰۰ هکتار است.
مجموعه تاریخی عباس‌آباد بزرگ‌ترین باغ دوره صفوی ایران به‌ شمار می‌رود و به‌عنوان یکی از جاهای دیدنی بهشهر، سالانه میزبان گردشگران زیادی می‌شود. دریاچه عباس‌آباد نیز با انبوهی از درختان که دورتادور آن قد برافراشته‌اند و با آواز پرندگان، در کنار بقایای عمارت تاریخی‌، یکی از بهترین مقاصد برای کسب آرامش و فرار از فضای پر دود و دم شهری است.

## دریاچه
سد دریاچه با گنجایش ۶۰۰ هزار مترمکعب از نوع مخزنی بوده و جنس دیواره سد از ساروج می‌باشد. این سد توسط سازمان میراث فرهنگی با شماره ۷۴۵ در زمره آثار تاریخی و فرهنگی ایران قرار گرفته‌است.
دریاچه طبیعی عباس‌آباد با وسعتی بالغ بر ۱۰ هکتار با عمارتی در مرکز آن، که در زمان آبگیری دریاچه عمارت با ارتفاعی بالغ بر ۱۸ متر به زیر آب می‌رود و فقط سقف آن همراه با درختچه‌هایی نمایان است.

## مشخصات چهار طاقی دریاچه

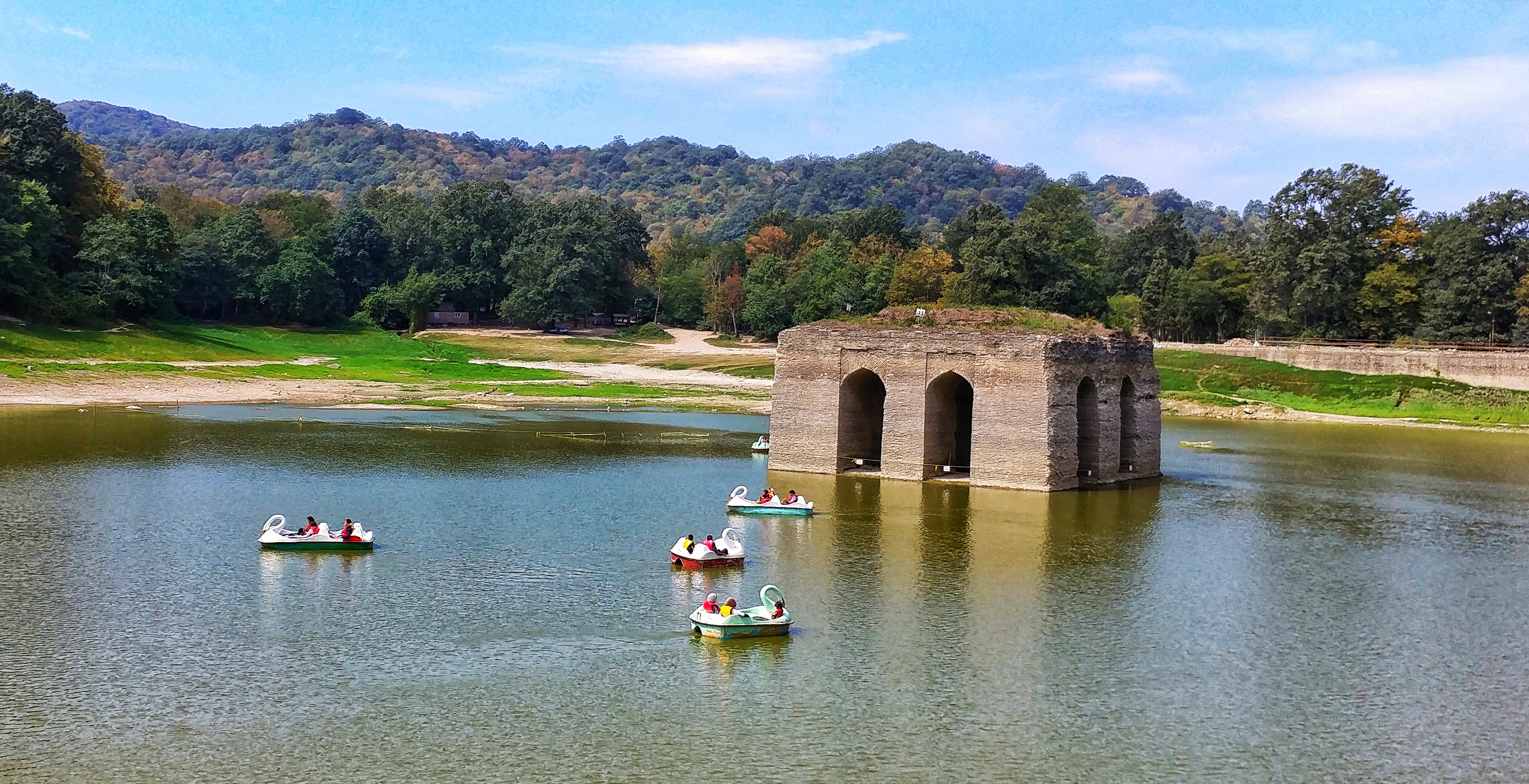
مجموعه تاریخی عباس‌آباد

در میان مرکز دریاچه مصنوعی عباس‌آباد بهشهر بنایی آجری به شکل چهار طاقی وجود دارد که زمانی سطح فوقانی آن بستر بنایی با مصالح چوب و سقفی سفالی را تشکیل می‌داد. چهار طاقی مذکور در زمان آبگیری سد به زیر آب می‌رود و تنها سطح فوقانی آن بسان جزیره‌ای بیرون از آب قرار می‌گیرد. اساس چهار طاقی بر روی ۸ جرز در پیرامون و۱ جرز در مرکز بنا گردید. ابعاد جرزها به صورت تقریباً ۴*۴ متر می‌باشد که بر روی یک سکو قرار گرفته‌اند. آنچه مهم جلوه می‌کند عدم وجود پله آجری در بنا و اطراف چهار طاقی می‌باشد. این امکان وجود دارد که نخست بنای فوق جهت مقاوم‌سازی سد احداث گردیده باشد سپس با توجه به آبگیری سد به آن کاربری تفریحی داده باشند. با بررسی‌های مکرر میدانی پیرامون شیوه انتقال آب به دریاچه دانسته شد که در آن زمان آب دو چشمه مهم قوری چشمه و سرچشمه را از بالادست بر اساس اختلاف سطح شیب دار و همچنین با به‌کارگیری «تنبوشه» که توسط دیواری آجری محافظت می‌گردید به قسمت فوقانی هدایت می‌نموده‌اند. احتمالاً بر اساس اختلاف ارتفاع دو چشمه مذکور نسبت به چهار طاقی و همچنین قانون ظروف مرتبطه، تنبوشه آب به صورت فواره حوض مرکزی را پر می‌نموده‌است و آنگاه سر ریز آب آن توسط آب راه‌ها به حوض‌های دیگر تقسیم و سپس مازاد آن از چهار طاقی به داخل استخر می‌ریخته‌است. جهت کاربری تفریحی عمارت داخل استخر، دسترسی به آن از طریق یک پل چوبی اسکله مانند که در جهت شمال بنای مذکور ایجاد نموده بودند امکان‌پذیر می‌گردید. اما بنای عمارت علاوه بر کاربردی تفریحی دارای کاربری علمی و فنی در سدسازی بوده‌است.
بنای عمارت از ۸ جِرز در پیرامون ویک جِرز در مرکز بوده؛ جرز مرکزی آن دارای خُلَل و فُرَج شبکه‌ای مرتبط به هم می‌باشد که در مواقع ضروری به صورت یک سوپاپ عمل می‌کرده‌است، این گونه که اگر بعد از بسته شدن دریچه‌های سد و آب‌گیری مخزن آن به سد فشار می‌آمد یا اگر سد اندکی حرکت می‌نمود مهندسین سازه سد، آب را از دریچه‌های سد خالی نمی‌کردند بلکه تخلیه آب را از مرکز مخزن سد انجام می‌دادند. به‌طور مثال اگر تخلیه آب در موقع اضطراری از طریق دریچه سد انجام می‌پذیرفت فشار و هجوم آب برای تخلیه شدن خود عامل مهم در سرعت یافتن روند تخریب سد بوده‌است. از این جهت برای پیشگیری از تخریب سد در مواقع ضروری (بعد از آب‌گیری) وجود همان چهار طاقی با جرز مشبک مرتبط به هم ضروری می‌نماید بدین ترتیب با ساخت چهار طاقی و جرز مشبک وسط سد از تخریب سد جلوگیری نموده‌اند. به تصویر ۳-جرزهای مشبک در چهار طاقی میان آب
گونه‌ای که آب را از مرکز مخزن به وسیلهٔ همان جرز مشبک مرکزی چهار طاقی مکش و سپس آب را از طریق کانال‌هایی که در زیر سد موجود می‌باشد به پایین دست (حدود ۲۰۰ متری) هدایت می‌نمودند تا اینکه از فشار آب بر دهانه سد می‌کاستند.
وسعت این دریاچه حدود ۱۰ هکتار و عمق آن نزدیک به ده متر است. این دریاچه به دلیل دسترسی مناسب سواره، محوطه اتراق، آثار باستانی، شیرینی، آب و هوای مناسب، قابلیت‌های توریستی فراوان دارد.

## نگارخانه

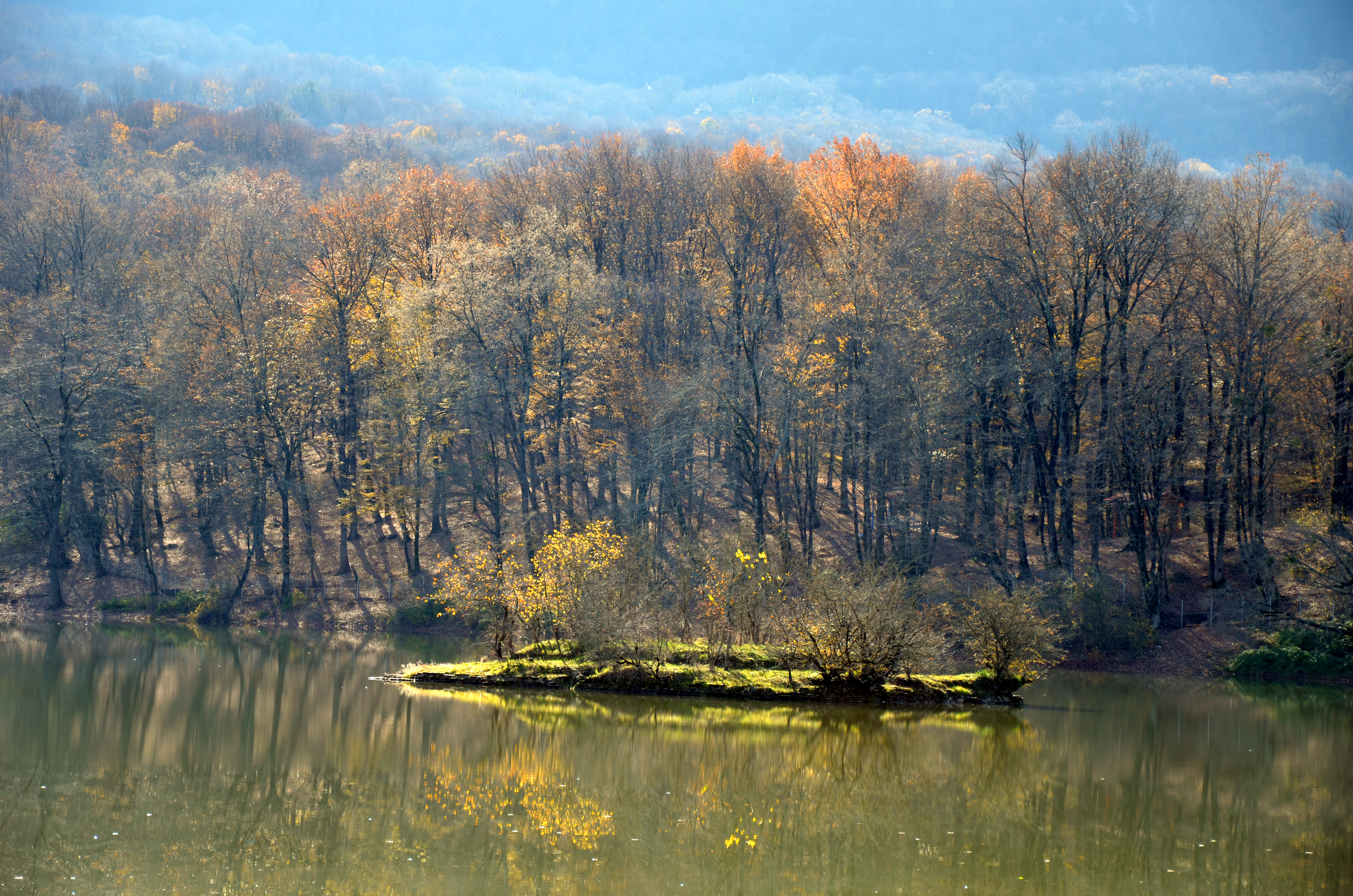
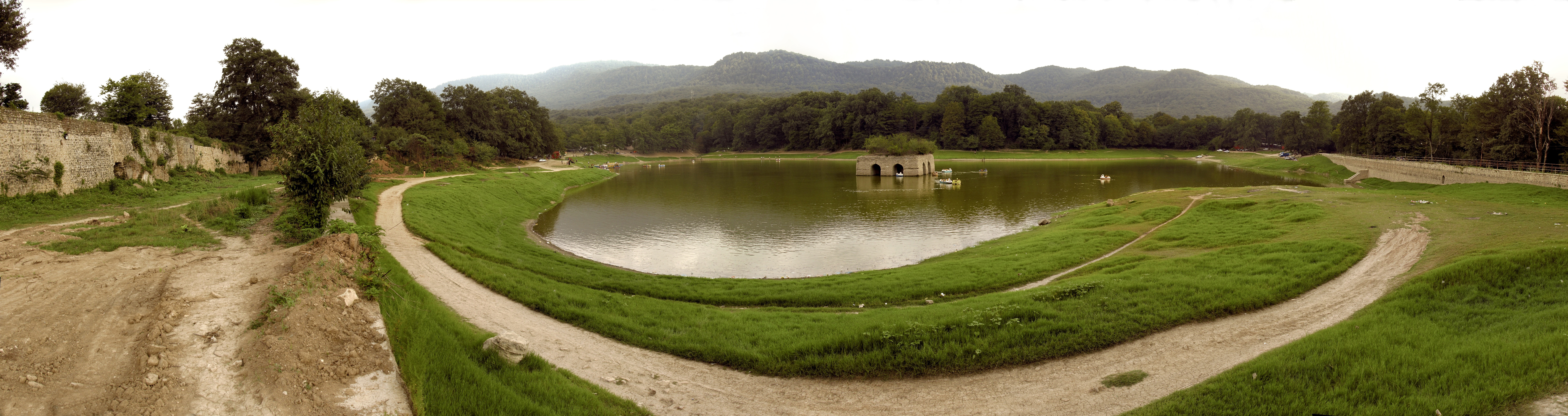
تصویر سراسرنما باغ عباس آباد بهشهر
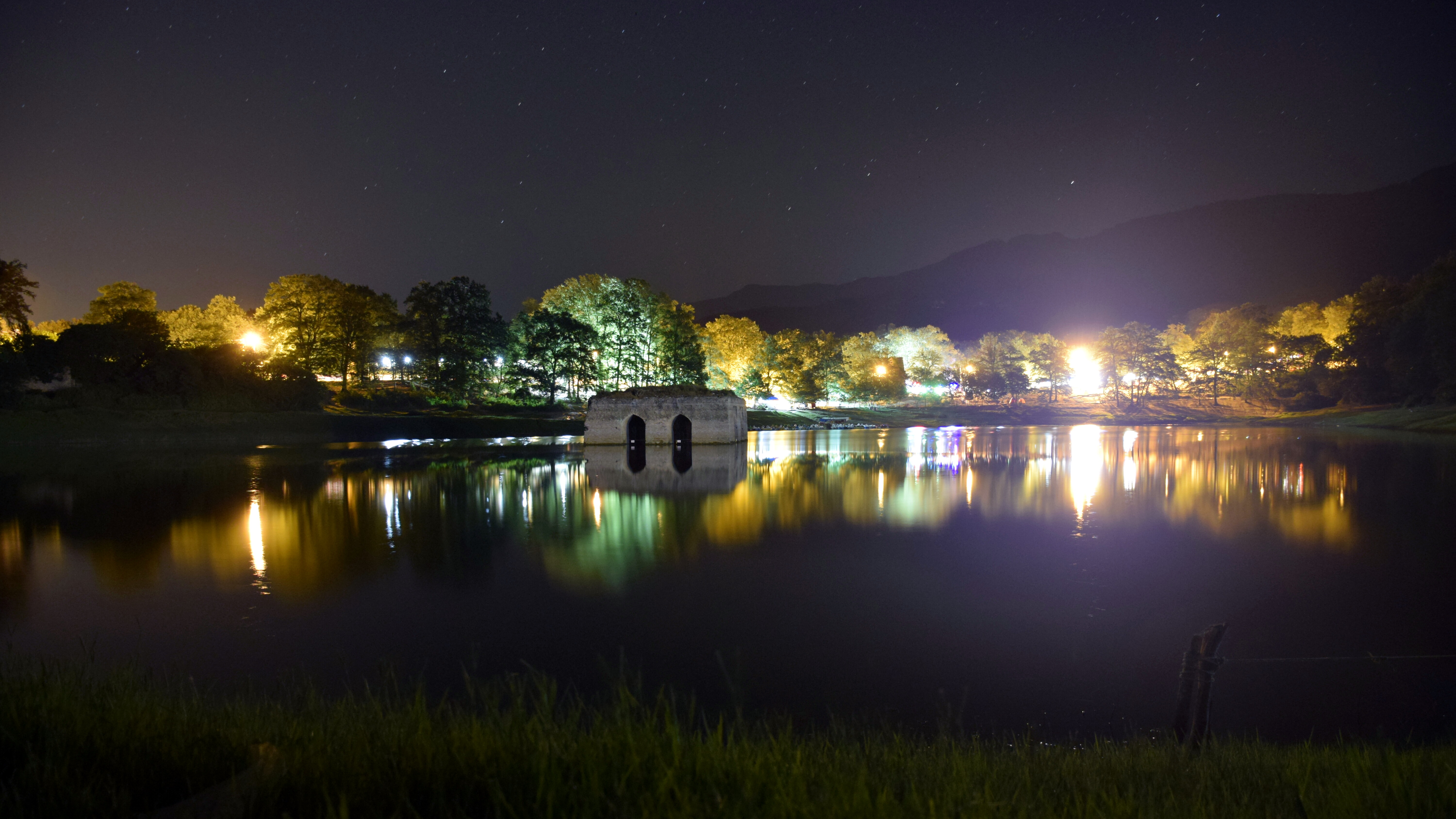
باغ عباس آباد در شب
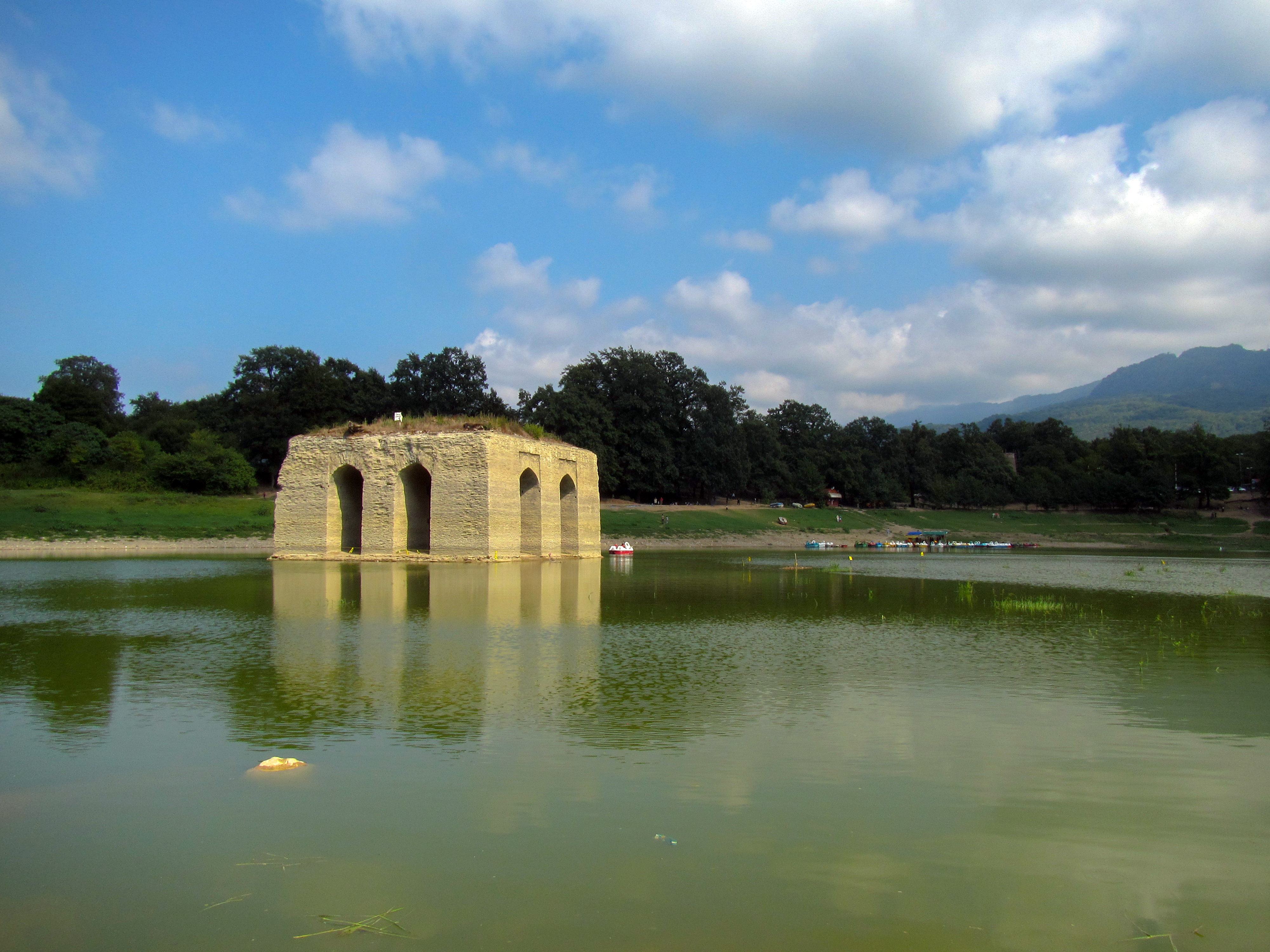
تصویر جدید دریاچه که نمایانگر افت سطح آب آن می‌باشد
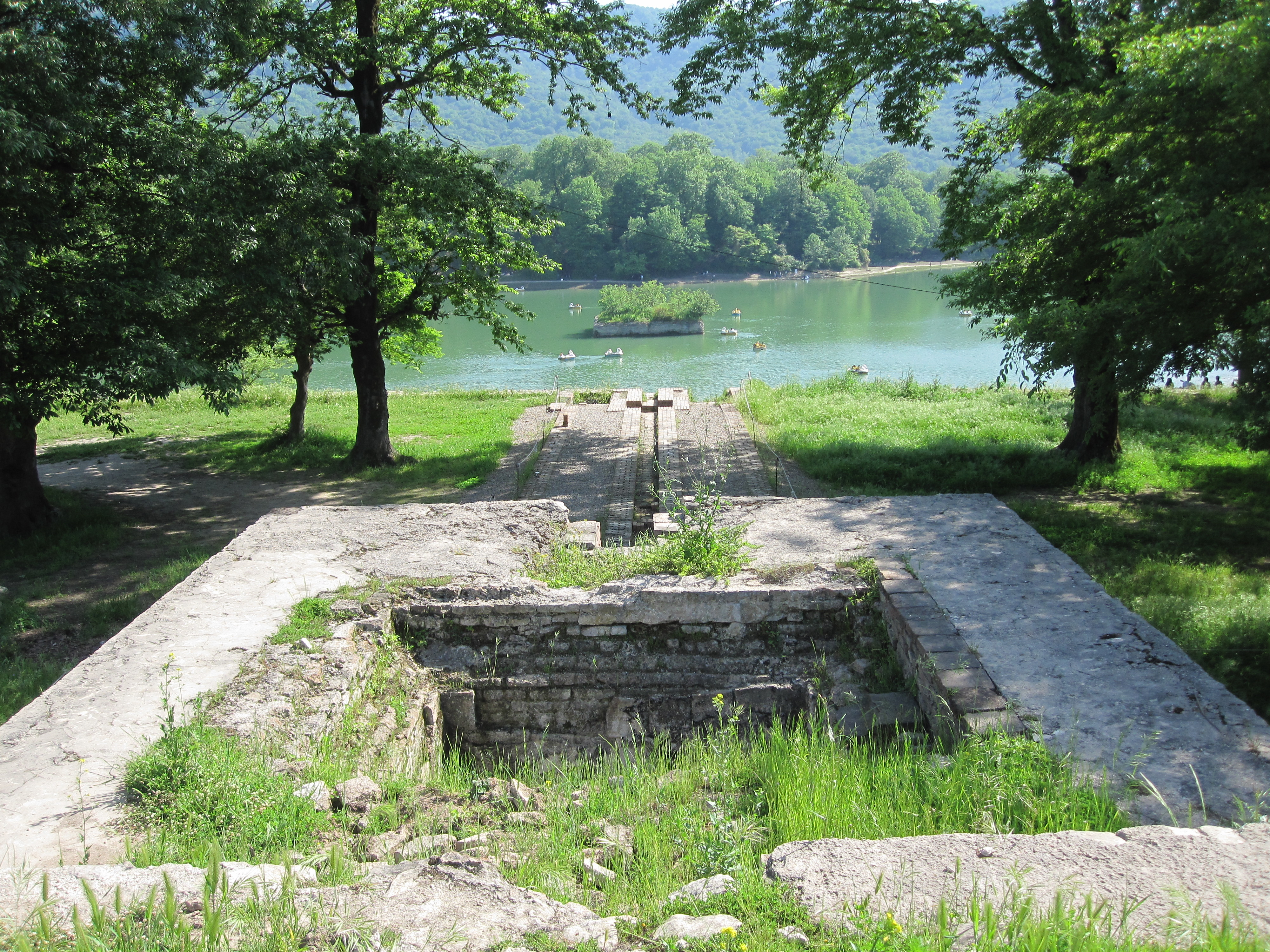
عباس آباد بهشهر
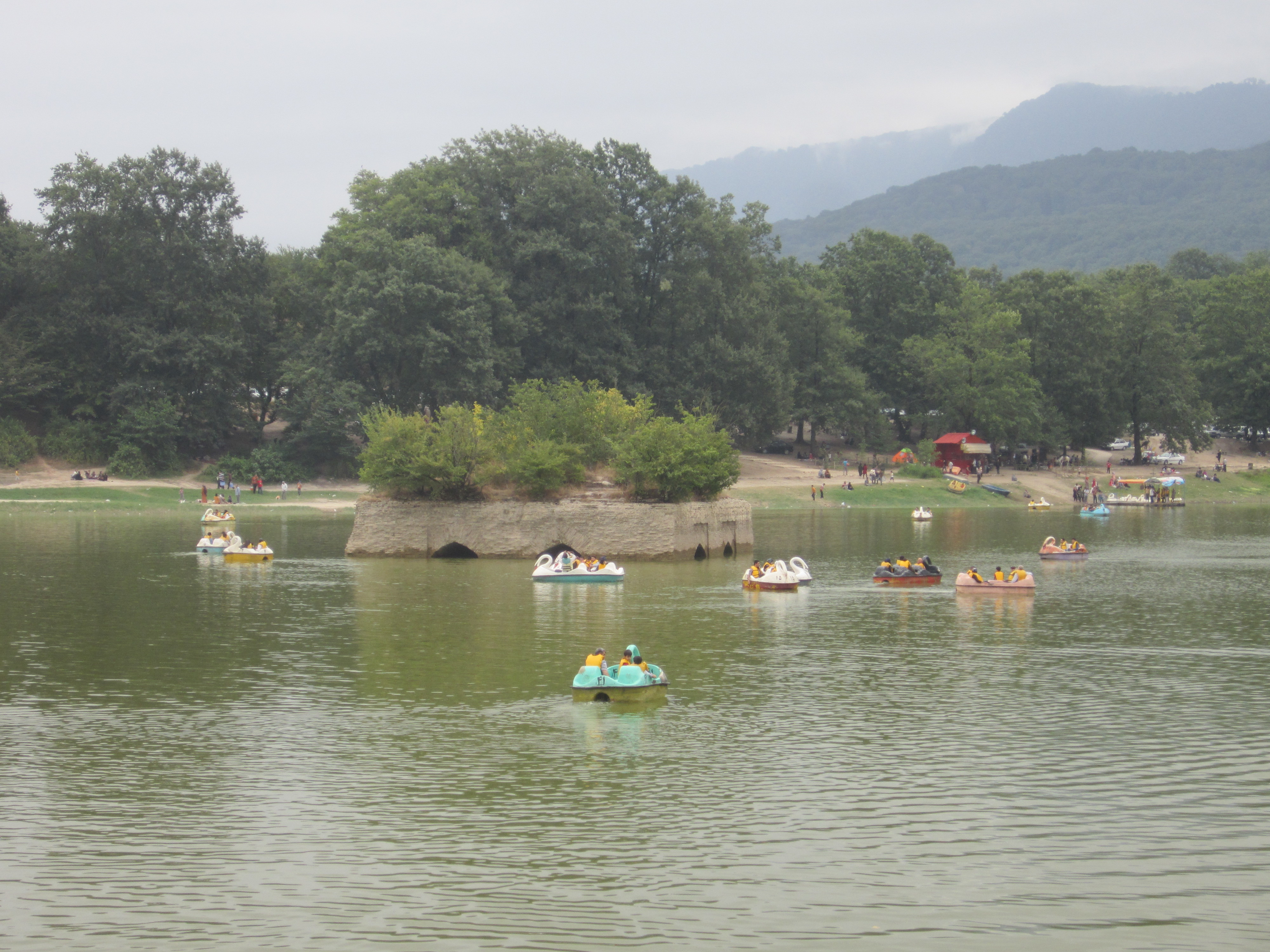
قایق‌های تفریحی دریاچه عباس آباد
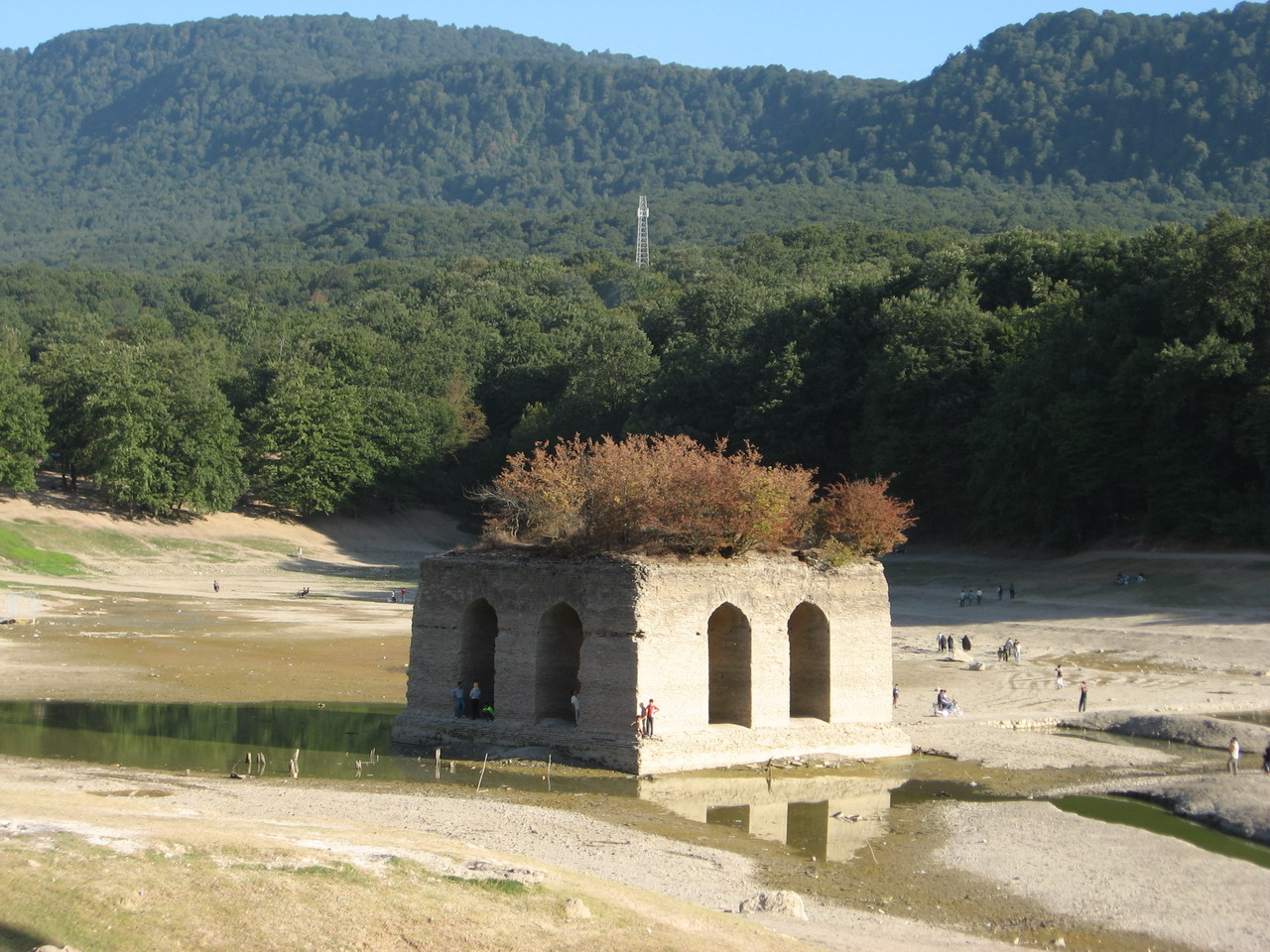
کاخ عباس آباد
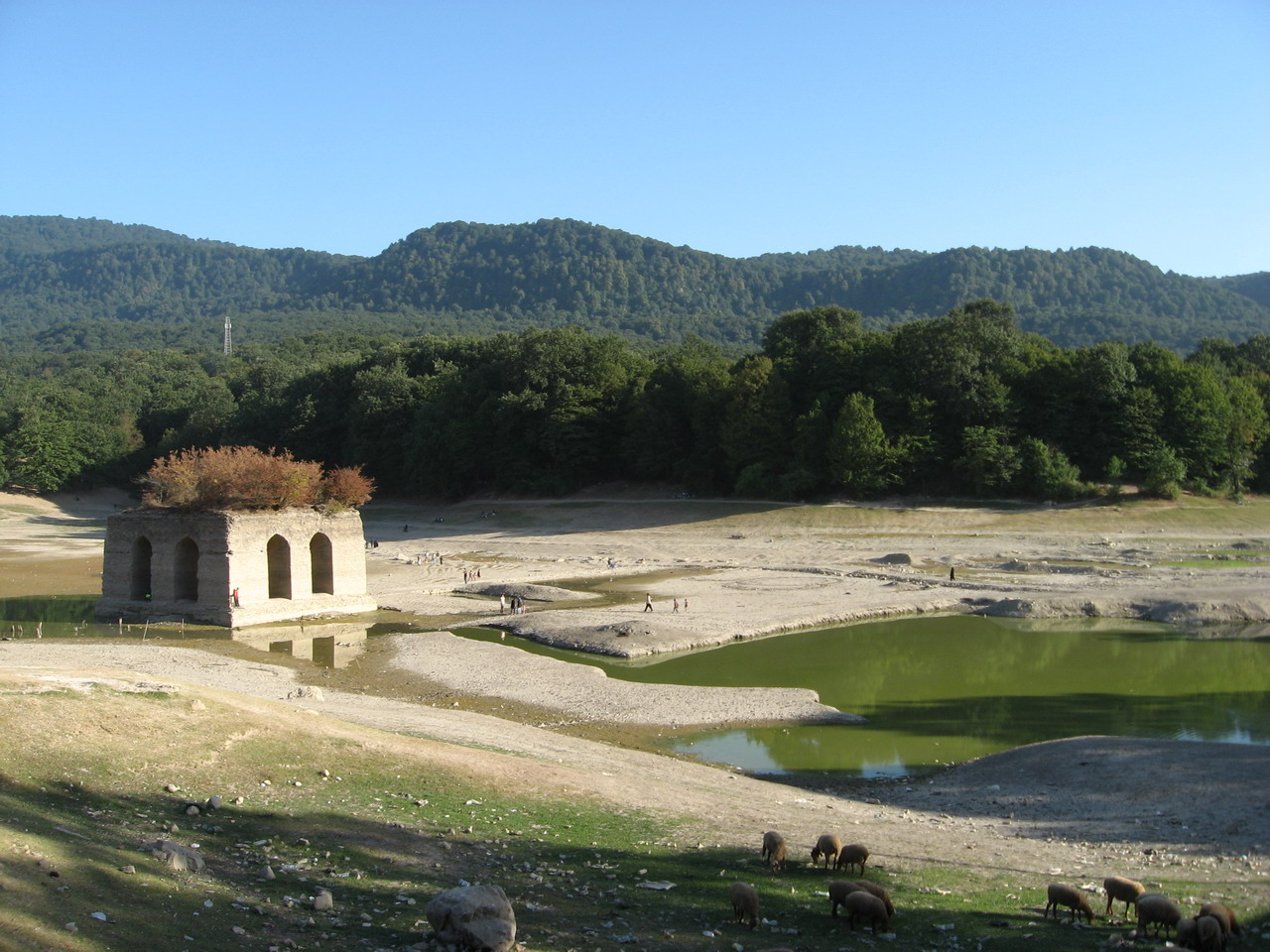
کاخ عباس آباد
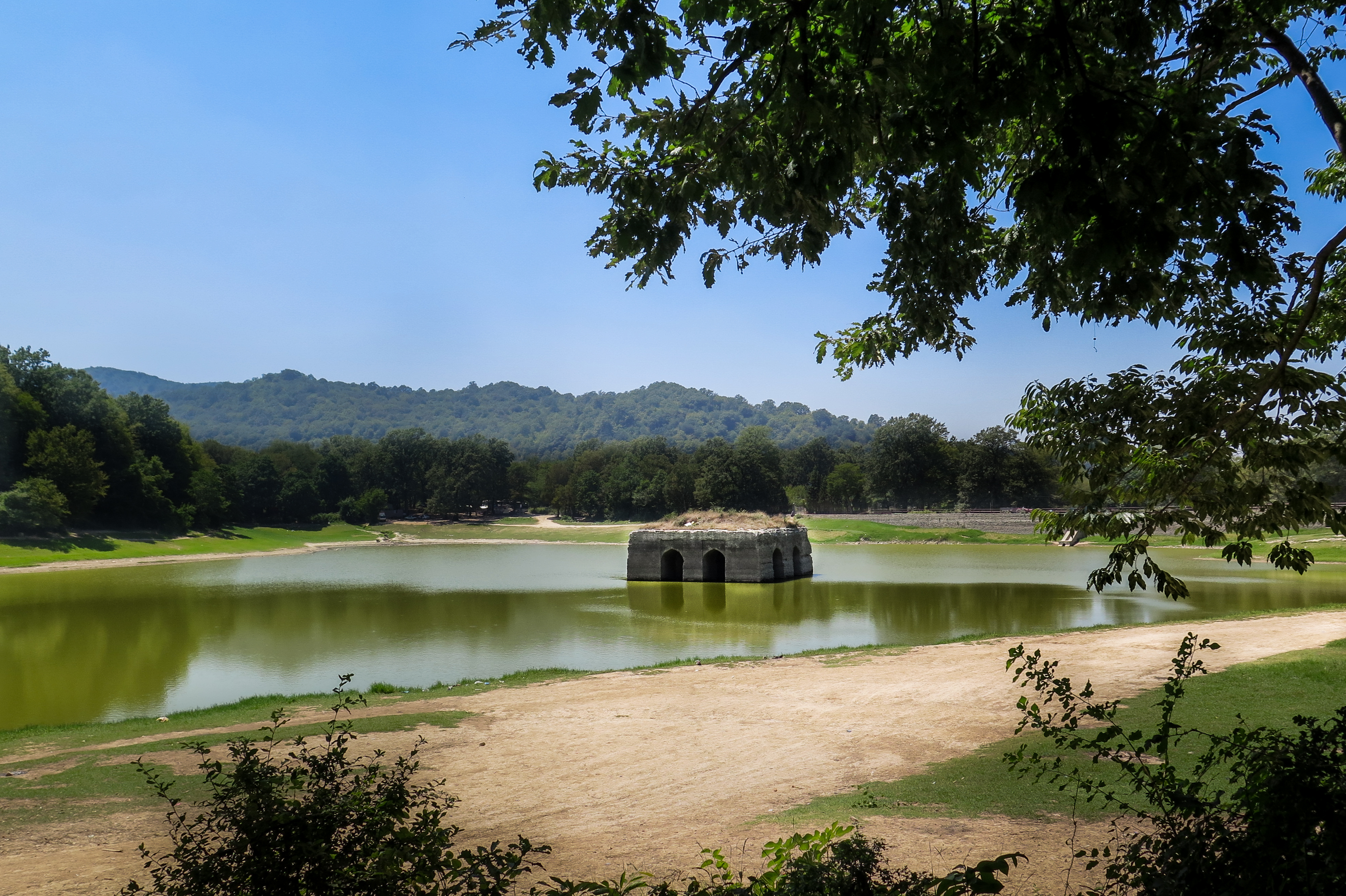
عمارت عباس آباد
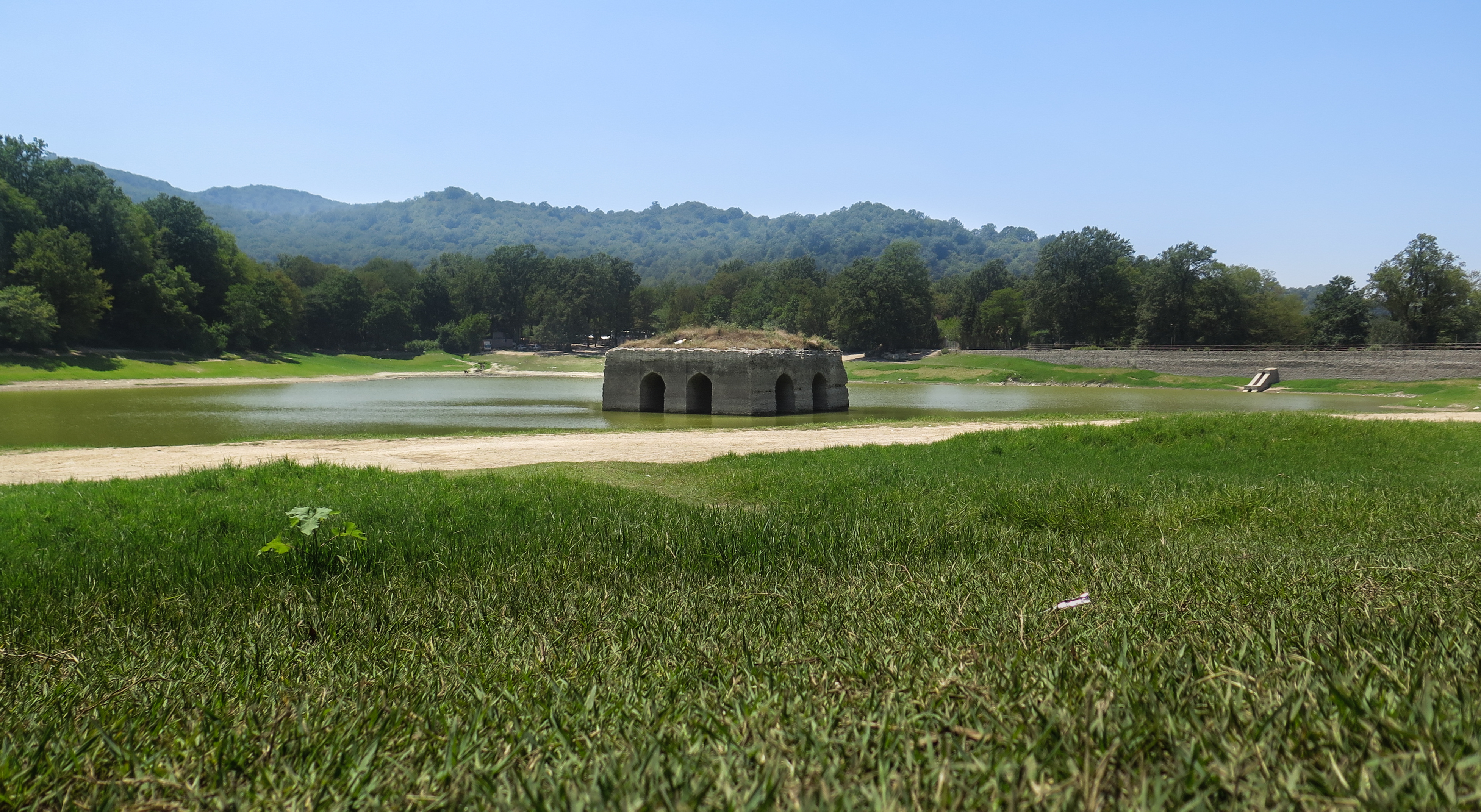
عمارت عباس آباد
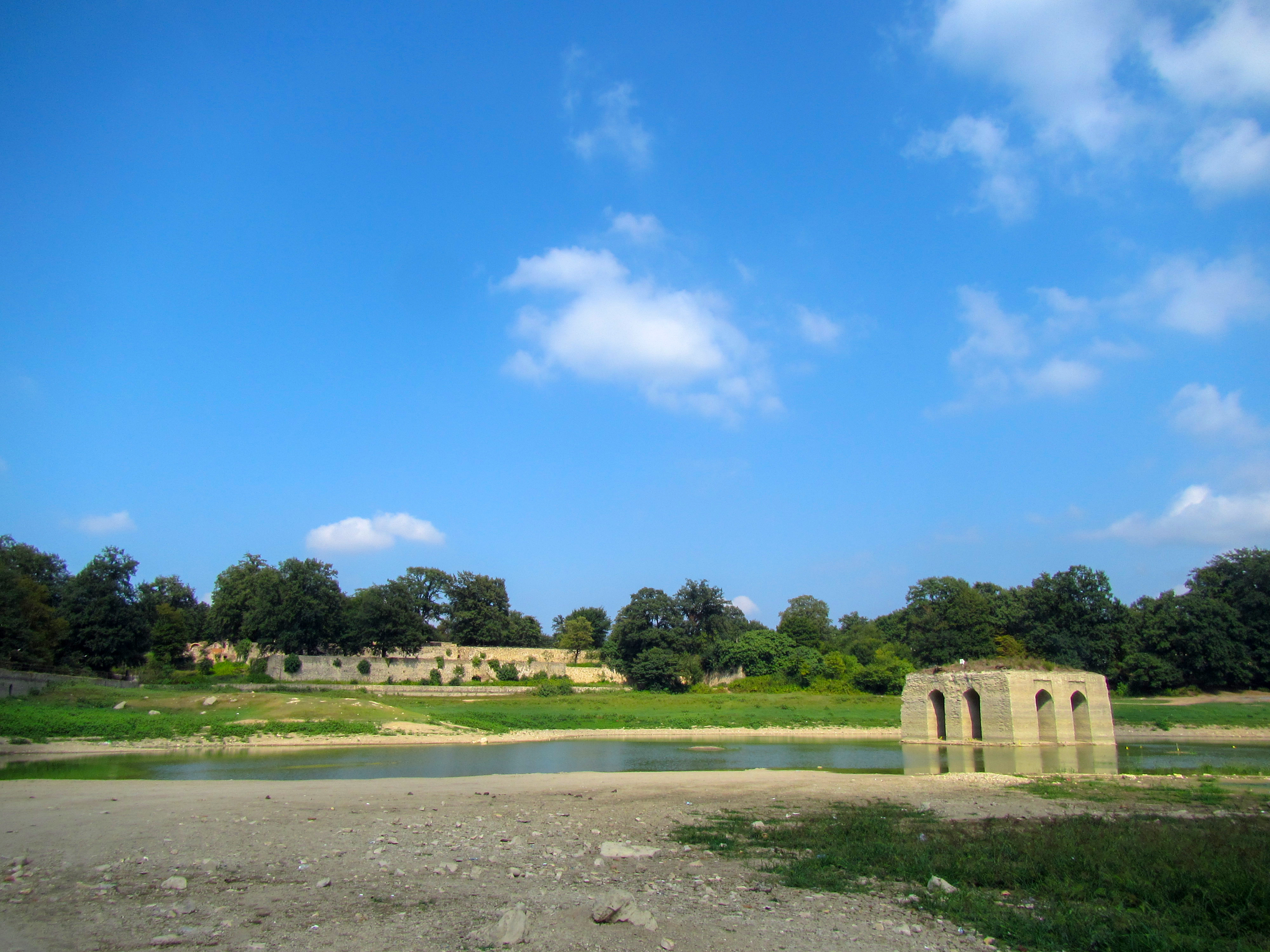
چشم‌انداز باغ و دریاچه عباس‌آباد
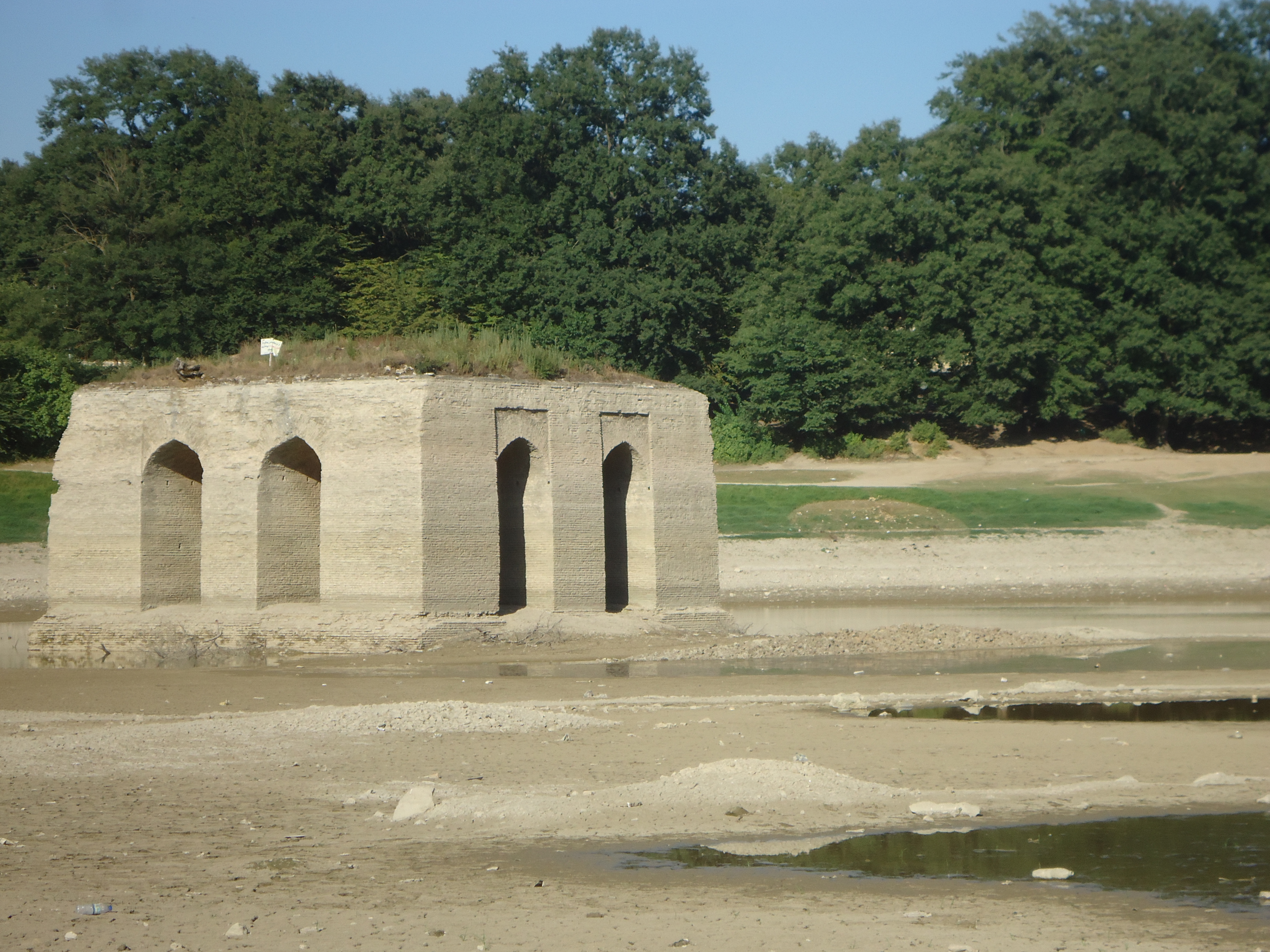
کاخ عباس آباد درفصل تابستان ماه مرداد
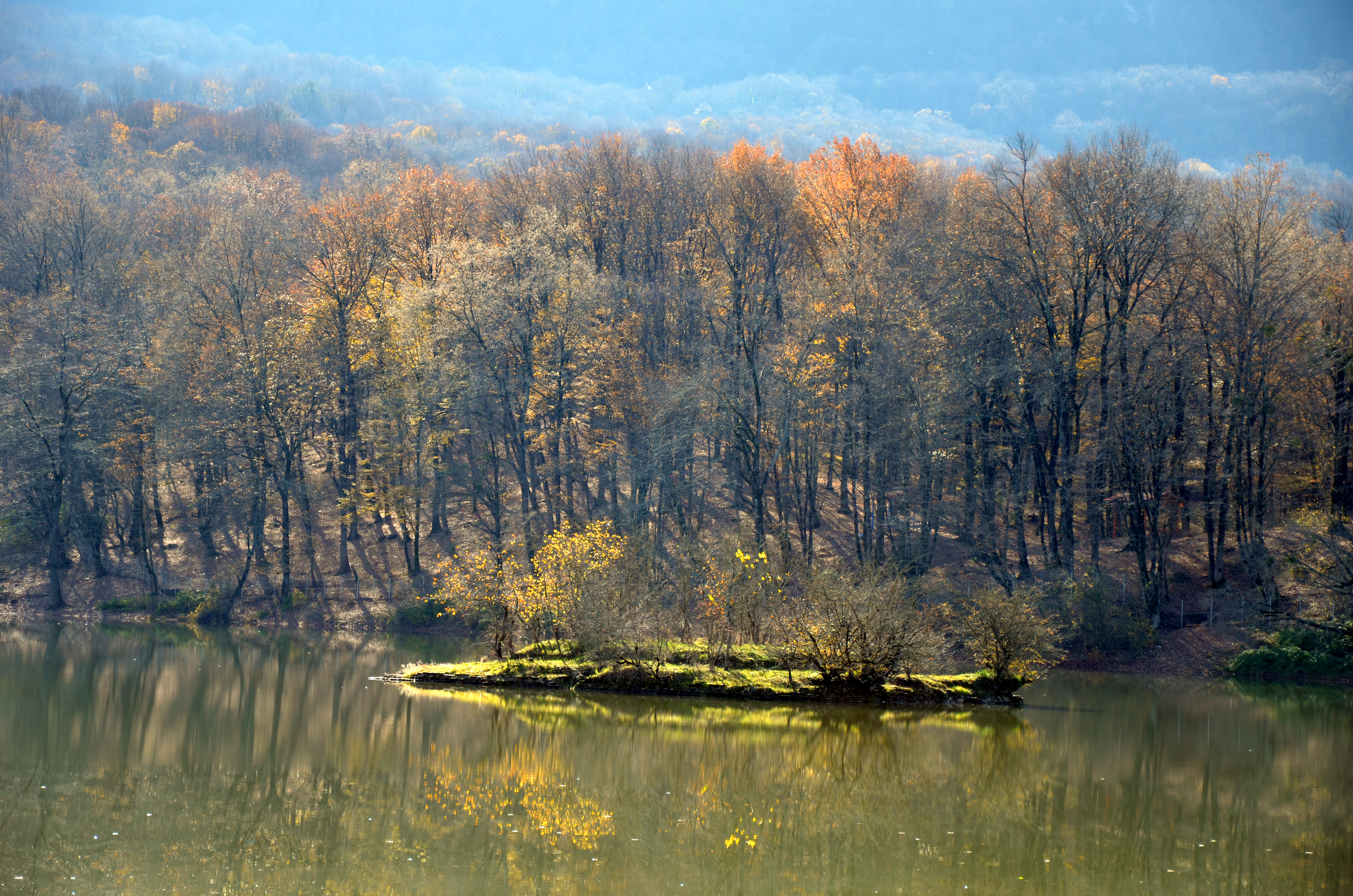
بهشهر - دریاچهٔ سد تاریخی عباس آباد
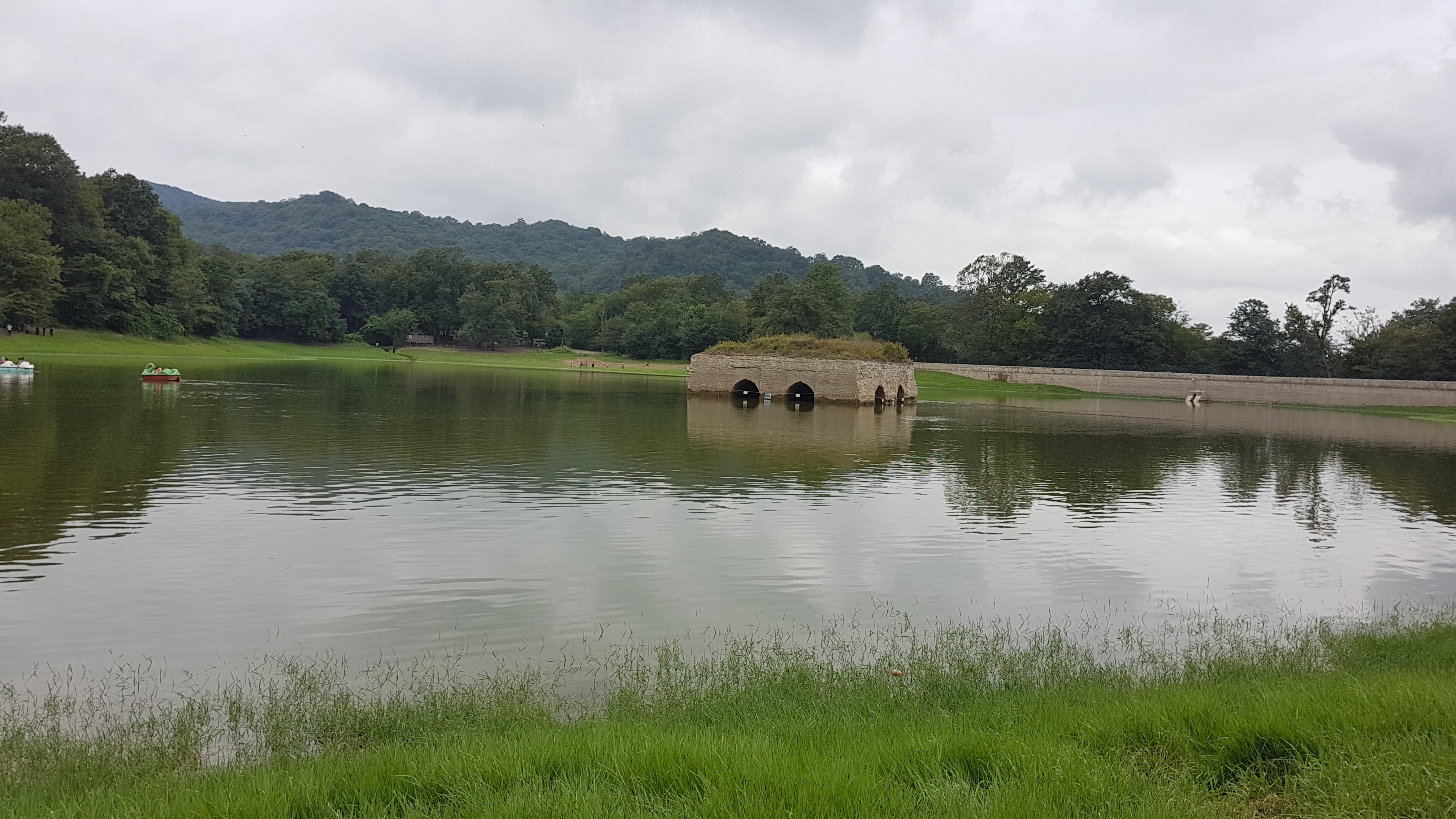
باغ عباس‌آباد بهشهر
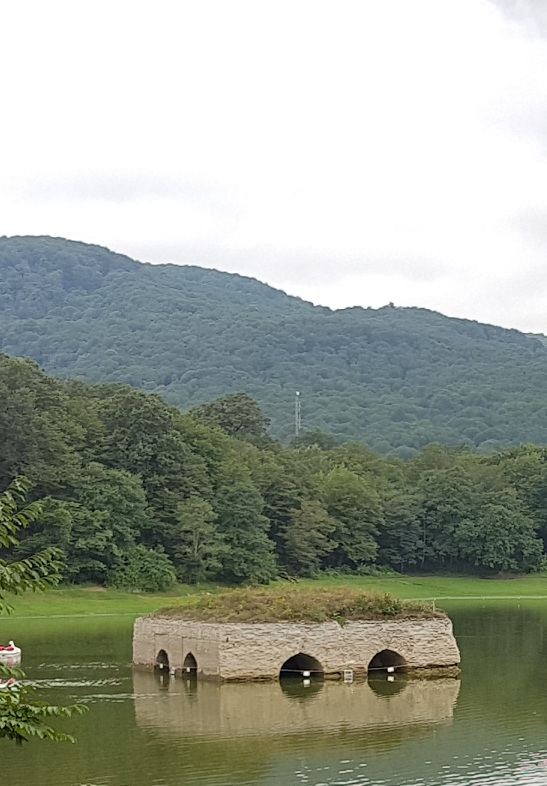
باغ عباس‌آباد بهشهر